# Famille de Soyécourt
 (octobre 2014).
La famille de Soyécourt (parfois orthographiée Soyecourt ou encore Saucourt) est une ancienne famille noble de Picardie dont l'essentiel des possessions, à l'origine, était situé dans le Santerre. Son origine remonterait au XIe siècle, la famille s'éteint dans les mâles au XVIIIe siècle.

## Origines
Le premier membre connu de la famille de Soyécourt aurait vécu en 1046. Le patronyme de la famille était alors Haves, Havez ou Havet. Hue ou Huon Haves serait ainsi le premier des Soyécourt.
Les seigneurs de Soyécourt sont vassaux des abbés-comtes de Corbie.[réf. nécessaire]

## Branche aînée
- Jean de Soyécourt (né vers 1150), seigneur de Soyécourt, épousa, en 1162, Geneviève Quiéret ou du Quierez (née vers 1155);
- Gilles Ier (né vers 1180), seigneur de Soyécourt, fils des précédents, épousa, en 1206, Gillette Baudet (née vers 1185);
- Robert (né vers 1215), seigneur de Soyécourt, fils des précédents, épousa Françoise de Mailly (née vers 1225). En 1268 ou 1278, il fit des dons à l'abbaye cistercienne de Gomerfontaine[3].

D'après les recherches de Louis d'Adhémar et de Charles de Rocquigny de 1974, on peut établir la filiation de la famille de Soyécourt comme suit :
- Hubert et Roger de Soyécourt, frères, témoins en 1131 sur une charte de Garin, évêque d'Amiens, confirmant la donation de la terre de Caix au prieuré de Lihons-en-Santerre.
- Siger, dit Have, chevalier, seigneur de Soyécourt, fondateur d'une chapellenie à Soyécourt, vers 1190. Siger avait vraisemblablement un frère, Hubert de Soyécourt témoin sur une charte de donation à l'abbaye du Mont Saint-Quentin, vers 1183.
- Pierre Haves, sire de Soyécourt († avant 1244), fils du précédent, époux d'Alix de La Neuville, héritière de la seigneurie de La Neuville-lès-Corbie.
- Hugues Haves, frère cadet du précédent, chevalier banneret, marié avec Aelis. Ils firent un don à l'Abbaye Notre-Dame du Paraclet, en 1232 souhaitant y être inhumés.
- Siger II Haves ou Sohier Haves (1248), chevalier, sire de Soyécourt, fils de Pierre Haves et d'Alix de La Neuville.

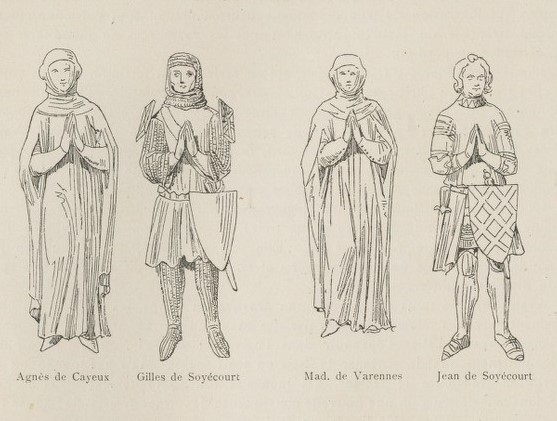
Sculptures de Gilles de Soyécourt, Agnès de Cayeux, Jean de Soyécourt et Madeleine de Varennes.

- Jean dit Havet de Soyécourt († après 1282), chevalier en 1247, époux de Clémence de Varennes, fille de Florent de Varennes, amiral de France.
- Hues ou Huet Havet ou Hugues Ier de Soyécourt né vers 1255, frère du précédent, chevalier, seigneur de Soyécourt et de Franvillers, possédait les terres de Mouy, Hondainville, Cuvilly, Séchelles, Torcy-en-Artois etc. épousa Béatrice d'Heilly (née vers 1270). En 1297, il fonda une chapellenie dans l'abbatiale Saint-Pierre de Corbie pour abriter les tombeaux de la famille de Soyécourt ;
- Huon de Soyécourt, fils aîné des précédents, reçut, en 1293, par donation de ses parents, la terre de Soyécourt et de Franvillers relevant de l'abbaye de Corbie ;
- Gilles Ier de Soyécourt, frère cadet du précédent, reçut, en 1293, par donation de ses parents, la terre de La Neuville-les-Corbie et les bois de Cardonneuse. Il resta le seul héritier de ses parents en 1315. Il mourut à la bataille de Crécy, le 26 août 1346. Il fut inhumé dans la chapelle de Soyécourt de l'abbatiale Saint-Pierre de Corbie. Il avait épousé Marguerite de La Tournelle († 1339);
- Charles Ier de Soyécourt († après 1367), fils aîné du précédent, baron de Soyécourt et de Franvillers et d'Avesnes-lès-Ribemont, épousa en 1362 Philippa de Créquy, dame de Bouvaincourt et de Verton. Il participa au combat contre les Anglais assiégeant La Capelle, en 1339. Il servit ensuite, en Picardie sous le roi de Navarre, Charles le Mauvais, comme chevalier banneret, avec 25 écuyers en 1352 et, en 1364, sous le comte de Tancarville, lieutenant du roi en Champagne et Brie ;
- Gilles II de Soyécourt (1319-1372), frère cadet du précédent, seigneur de Séchelles, de Mouy et de Montigny-Lancoup, épousa Agnès de Thianges (née vers 1315). Il fut maître des requêtes de l'Hôtel du roi.

(voir branche cadette de Soyécourt-Mouy)
- Charles II de Soyécourt, fils aîné de Charles Ier, placé sous la curatelle de son frère en raison de problèmes mentaux.
- Hugues II de Soyécourt († avant 1398), frère cadet et tuteur du précédent, seigneur de Soyécourt, Franvillers, Torcy etc. épousa en 1363 Agnès de Cayeux, dame de Bouvaincourt-sur-Bresle et de Meneslies-en-Vimeu. En 1380, il servit sous les ordres du sire de Coucy chargé par le roi de rassembler la noblesse picarde, pour contrer la Chevauchée de Buckingham lors du débarquement à Calais de Thomas de Woodstock, fils du roi d'Angleterre, Édouard III. En 1389, il devint seigneur de Sailly-Laurette.
- Jean Ier de Soyécourt († avant le 15 mai 1422), fils aîné du précédent. Il reçut en donation de son père en 1391, la seigneurie de Franvillers, en 1395 celles de Soyécourt, de Bouvaincourt et de Torcy. En 1398, il vendit les seigneuries de Bouvaincourt et de Méneslies à la comtesse d'Eu. Il avait épousé en 1395, Isabeau de Gouy;
- Jean de Soyécourt, frère cadet du précédent, seigneur de Franconville, épousa Jeanne Bouchart ou Louchart.

(voir branche cadette de Soyécourt-Franconville)
- Gilles III de Soyécourt (vers 1385-1437), fils aîné de Jean Ier de Soyécourt, seigneur de Soyécourt et de Franvillers, épousa Marguerite de L'Orsignol de Mailly (vers 1380-1456), dame du Grand Manoir ;
- Gilles IV de Soyécourt (vers 1412 - † avant le 6 mai 1479), seigneur de Soyécourt, fils aîné du précédent, épousa, en 1435, Péronne de Moreuil-Soissons (1435-1479), dame de Regnière-Écluse, ce qui fit entrer les possessions de la seigneurie de Regnière-Ecluse dans la famille de Soyécourt[5], seigneur de Soyécourt, Verton, Franvillers etc. ;
- Louis de Soyécourt († avant le 17 juillet 1465), frère cadet du précédent, seigneur de Gouy-en-Artois, Bavincourt et Verton, épousa en 1443, Péronne de Pisseleu. Bailli de Vermandois, il fut envoyé par le roi Louis XI pour rendre effective la remise du Ponthieu à Charles le Téméraire, duc de Bourgogne, condformémént au traité de Saint-Maur-des-Fossés, en 1465.
- François Ier de Soyécourt, fils de Louis de Soyécourt, seigneur de Gouy et de Bavincourt. Il épousa Barbe de Mouy, fille d'Antoine de Mouy, sénéchal de Vermandois et mourut sans postérité.
- François II de Soyécourt, fils de François Ier et de Barbe de Mouy[6].
- Jean II de Soyécourt (vers 1440-vers 1512), fils de Gille IV de Soyécourt, seigneur de Soyécourt, Franvillers, Goussancourt, Offin, Verton, Regnière-Écluse etc. fils de Gilles IV, épousa Hélène de Gouy en premières noces, puis Gabrielle de Rochebaron, en secondes noces ;
- Jean « bâtard de Soyécourt » (vers 1480-1540), fils illégitime de Jean II de Soyécourt. De 1499 à 1509, il fut lancier d'une compagnie d’ordonnance commandée par Jean V de Bruges, gouverneur et lieutenant général du roi en Picardie.

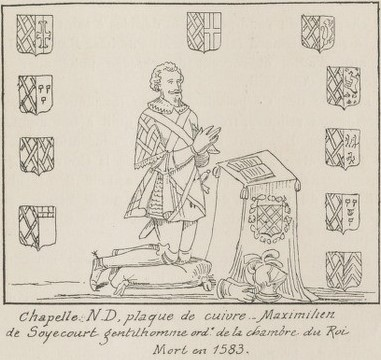
Maximilien de Soyécourt.

- Jean III de Soyécourt (1508-1533), fils, de Jean II de Soyécourt et de Gabrielle de Rochebaron, baron de Soyécourt, seigneur de Regnière-Écluse, Bavincourt, Franvillers, Goussancourt, Gouy, Grandmanoir, Offin, Rainecourt et Verton, chevalier de l'ordre de Saint-Michel, épousa en 1524 Antoinette de Rasse de La Hargerie, fille unique de François de Rasse, maître d'Hôtel des rois Louis XII, François Ier et Henri II[2], l'important domaine de Tilloloy entra alors dans la famille de Soyécourt ;
- François III (1529-1596) seigneur de Soyécourt, fils de Jean III de Soyécourt, épousa le 30 mai 1555, Charlotte de Mailly-Tupigny († le 26 mars 1595). Il participa au siège de Mons de 1572[Note 1] ;
- Maximilien de Soyécourt († en 1583), leur fils[Note 2] ;
- Charles de Soyécourt, frère du précédent[Note 3] ;
- Abdias de Soyécourt, frère du précédent[Note 4] ;
- Françoise de Soyécourt, sœur du précédent († en 1620), épousa en premières noces Thibaut de Mailly et en secondes noces, en 1580, Ponthus de Belleforière (mort en 1590), gouverneur de Corbie, scellant ainsi l'union des deux familles[Note 5] ;

(voir famille de Belleforière-Soyécourt)

## Branches cadettes

### Soyécourt-Mouy
Branche issue de Gilles II de Soyécourt (1319-1372)
- Gilles le Borgne († en 1375), seigneur de Mouy, fils cadet de Gilles II et de Agnès de Thianges, épousa Jeanne de Picquigny. Il fut maître des requêtes de l'Hôtel du roi ;
- Charles de Soyécourt († en 1415), fils de Gilles le Borgne et de Jeanne de Picquigny, seigneur de Mouy, mort à la Bataille d'Azincourt, chevalier et chambellan du roi, épousa en premières noces Isabelle de Châtillon-Porcéan (1368-1403) dame de Sains (sa sœur Jeanne de Châtillon est mère de Jean de Villiers de l'Isle-Adam maréchal de France), leur fils Charles mourut avec son père à Azincourt, leur fille Catherine de Soyécourt épousa Philibert de Vaudrey, seigneur de Montbouzon, gouverneur de Péronne, Montdidier et Roye. Il épousa en secondes noces, Emmemaye de Rostemberg, dame d'honneur du corps de la reine, tutrice de ses enfants en 1417;
- Louis de Soyécourt († en 1470), seigneur de Mouy, fils de Charles de Soyécourt et d'Emmemaye de Rostemberg, bailli de Vermandois, gouverneur du comté de Clermont-en-Beauvaisis, capitaine de la ville de Compiègne, gouverneur du Beauvaisis et gouverneur d'Harfleur, chevalier, conseiller et chambellan du roi. Il participa à la prise de Meaux, à la prise de Pontoise avec le roi Charles VII après trois mois de siège en 1441, à la prise de Gerberoy en 1449, à la prise de Pont-Audemer par Dunois le 12 août 1449. Il n'eut pas de descendance de ses deux mariages avec Blanche de Nesle puis Marie de Villiers l'Isle-Adam[7]. Il eut deux fils illégitimes: Jean de Soyécourt et Louis de Soyécourt. Son neveu Artus de Vaudrey fut son héritier.

### Soyécourt-Franconville
- Jean de Soyécourt (vivant en 1419), fils cadet d'Hugues de Soyécourt et d'Agnès de Cayeux, seigneur de Franconville, épouse Jeanne Bouchart ou Louchart;
- Rollequin de Soyécourt (né en 1429), seigneur de Franconville, Coutres et de Belleuse, leur fils, épouse Hermine de Villepoix;
- Jean de Soyécourt (né en 1448), chevalier, seigneur de Franconville, Coutres et de Belleuse, fils des précédents, épousa Jeanne de Canteleu;
- Balthazar de Soyécourt (né en 1479), chevalier, seigneur de Coutres et de Belleuse, fils des précédents, épousa Catherine de Paillart;
- Charles de Soyécourt (né en 1515), chevalier, seigneur de Belleuse, Coutres et Paillart, fils des précédents, épousa Jeanne de Prouville;
- François de Soyécourt (1548-1602), chevalier, seigneur de Belleuse, Coutres et Paillart, leur fils, épousa Sara de Madaillan de Montataire
- Adrien de Soyécourt (1579-1620), chevalier, seigneur de Belleuse, Coutres et Paillart, fils des précédents.

## Famille de Belleforière-Soyécourt

Blason de la famille de Belleforière

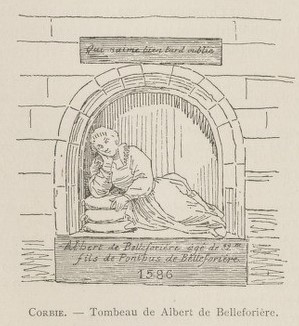
Sculptures du tombeau d'Albert de Belleforière.

La seigneurie de Belleforière était tenue du château de Lens. En 1438 est cité le chevalier Jean de Belleforière, seigneur de Belleforière et d'Itres, chambellan de Jean sans Peur et de Philippe le Bon, gouverneur de Crèvecoeur, il a été admis dans l'Institution de la Cour Amoureuse.  Comme baillis / capitaines du château de Lens, on trouve en 1464 Philippe de Bourbon-Carency seigneur de Duisans, en 1481 Jacques de Goy seigneur d'Auby et en 1483 Michel de Belleforière, chevalier, seigneur de Belleforière et de Noyelles-Godault, préalablement chambellan de Charles VII. Ponthus de Belleforière, père d'Antoine Maximilien de Belleforière (1591-1649), est chevalier, gentilhomme de la chambre du roi de France, possesseur de la seigneurie de Belleforière tenue du château de Lens (« Ponthus de Belleforière...aliène sa seigneurie de Belleforière tenue du château de Lens ; – remise par Philippe II , à Ponthus de Belleforière des droits seigneuriaux dus à cause de cette vente »).
- Antoine Maximilien de Belleforière (1591-1649), baron de Soyécourt, seigneur de Guerbigny, comte de Tilloloy et de Tupigny, chevalier, gouverneur de Corbie, lieutenant général du roi en Picardie et Boulonnais, épouse en 1618 Judith de Mesme. En 1636, il négocia la reddition de la place de Corbie avec l'armée du roi d"Espagne.

- Charles Maximilien de Belleforière (vers 1619-12 juillet 1679), marquis de Soyécourt, seigneur de Guerbigny, comte de Tilloloy et de Tupigny, chevalier, gouverneur de Corbie, lieutenant général du roi en Picardie et Boulonnais, Grand veneur de France en 1669, épouse, en 1656, Marie Renée de Longueil (morte le 1er octobre 1712) ;
- Jean Maximilien de Belleforière-Soyécourt (après 1656-1er juillet 1690), leur fils, marquis de Soyécourt, colonel du Régiment de Vermandois, tué à la Bataille de Fleurus, pendant la Guerre de la Ligue d'Augsbourg, sans postérité ;
- Adolphe de Belleforière-Soyécourt (après 1656-2 juillet 1690), frère du précédent, capitaine-lieutenant des gendarmes du Dauphin, tué à la bataille de Fleurus en 1690, sans postérité;
- Marie Renée de Belleforière (1657-25 avril 1739), sœur des précédents, marquise de Soyécourt, épouse le 5 février 1682 Thimoléon Gilbert de Seiglière (mort en 1695), conseiller du roi, maître des requêtes de  l'hôtel du roi;
- Joachim Adolphe de Seiglière de Belleforière de Soyécourt, leur fils;

## Famille de Seiglière de Soyécourt
- Joachim Adolphe de Seiglière (1686-1738), marquis de Soyécourt, comte de Tilloloy, Guerbigny et Tupigny, baron d'Itre, seigneur des Grandes Tournelles, épousa, le 29 janvier 1720, Corisandre de Pas de Feuquières ;
- Louis Armand de Seiglière (1722-1790), marquis de Soyécourt, leur fils, épousa en premières noces Marie Léonore de Béthune, morte en 1756, en secondes noces Marie Antoinette de Beauvilliers de Saint-Aignan et en troisièmes noces, en 1783, Wilhelmine Henriette, princesse de Nassau-Sarrebruck, fille de Guillaume Henri de Nassau-Sarrebruck, sans postérité ;

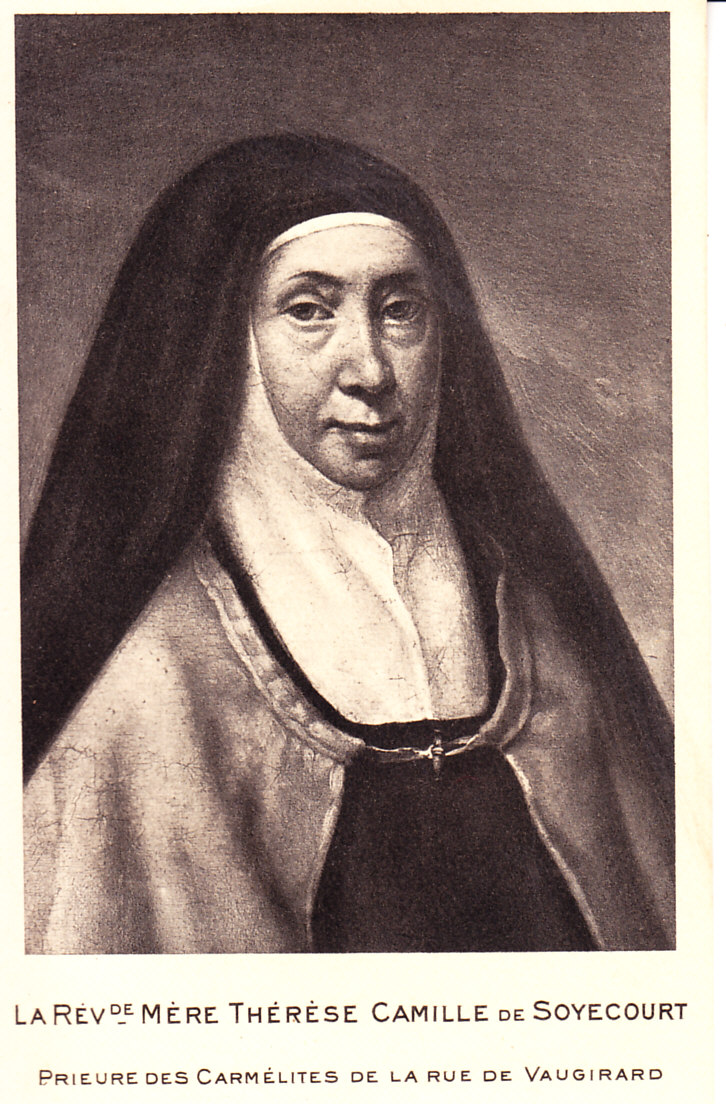
Camille de Soyecourt.

- Antoine Adolphe de Seiglière (1723-1791), frère du précédent, chevalier de l'Ordre de Malte, mourut sans être marié;
- Joachim Charles de Seiglière (1725-1794), frère des précédents, chevalier, marquis de Soyécourt et de Feuquières, seigneur de Guerbigny, de Regnière-Ecluse, d'Eaucourt et autres lieux, capitaine de dragons dans le Régiment d'Asfeld, épousa en 1749 Marie-Sylvine de Bérenger-Sassenage. Il mourut guillotiné le 23 juillet 1794[11] ;
- Louis François Adolphe de Seiglière, leur fils, mort en bas âge ;
- Catherine Louise Sylvine de Seiglière, sœur du précédent, guillotinée le 24 juillet 1794, demoiselle de Soyécourt, elle avait épousé Marie Eugène Herman, comte d'Hinnisdal. Ils eurent un fils ;
- Éléonore Raymonde, demoiselle de Guerbigny, sœur de la précédente, épousa Emmanuel, comte de Latour-en-Woëvre ;
- Françoise Camille de Seiglière, sœur de la précédente, connu sous le nom de Camille de Soyécourt (1757-1849), carmélite ;
- Adolphe Fois Joachim de Seiglière, frère de la précédente, vicomte de Soyécourt, né en 1760, mort en 1786, sans être marié ;
- Adolphine Françoise de Seiglière, sœur du précédent, morte en bas âge.

La famille de Soyécourt sans héritier masculin s'éteignit. La famille d'Hinnisdal en fut l'héritière.

## Pour approfondir